# O patnji kršćana koji žive pod Turcima, kako zarobljenika tako i onih koji im plaćaju poreze
O patnji kršćana koji žive pod Turcima, kako zarobljenika tako i onih koji im plaćaju poreze (De afflictione tam captivorum quam etiam sub Turcae tributo viventium Christianorum), djelo hrvatskog poliglota iz Male Mlake kod Zagreba Bartola Jurjevića (Đurđevića) (oko 1506. − oko 1566.). Djelo je zgotovio 1544. godine i objavio u Antwerpenu. Za hrvatsko je rječničarstvo ovo djelo važno jer je Jurjević u ovaj svoj uradak uvrstio mali latinsko-hrvatski aneksni rječnik. Hrvatske riječi su na ikavskim govorima štokavskog narječja. Jurjević u djelu posebno je naglasio pored ostalog i na raširenost hrvatskog jezika u Turskoj (Osmanskom Carstvu). Važnost Jurjevićeva djela utoliko je veća što su prevođenjem njegovih djela na ine jezike nastali su i hrvatsko-francuski, hrvatsko-nizozemski i hrvatsko-engleski rječnici.